# Linia trolejbusowa w tunelu Tate-yama
Linia trolejbusowa w tunelu Tate-yama (jap. 立山トンネルトロリーバス Tate-yama Tonneru Tororībasu; ang. Tateyama Tunnel Trolleybus) – zlikwidowana podziemna linia trolejbusowa o długości 3,7 km wewnątrz góry Tate-yama (3015 m) w prefekturze Toyama w Japonii, działająca w latach 1996-2024. Przystanki końcowe nazywały się: Murodō (2450 m) i Daikanbō (2316 m). 

## Opis
Linia była częścią górskiego szlaku turystycznego Tateyama Kurobe Alpine Route. Na wysokości 2450 m n.p.m. znajduje się najwyższy punkt tego szlaku o nazwie Murodō. Oferuje on widoki na pasmo górskie Tate-yama. Najbardziej znaną atrakcją jest korytarz śnieżny (Tateyama Snow Wall), tworzony przez ściany śniegu o wysokości do 20 metrów. Przejazd jest otwierany w połowie kwietnia po miesiącach obfitych opadów śniegu. Są one powodowane zderzeniem mas suchego i chłodnego powietrza napływającego znad Syberii z cieplejszym, wilgotnym nad Morzem Japońskim. W wyniku tego powstają bardzo intensywne i obfite opady śniegu wzdłuż zachodniego wybrzeża, czyli tzw. tylnej Japonii.
Linię trolejbusową uruchomiono 23 kwietnia 1996 roku. Trolejbusy zastąpiły kursujące na tej trasie od 1971 autobusy. Czas przejazdu wynosił 10 minut. Linia była czynna od kwietnia do listopada. Linię zlikwidowano 30 listopada 2024 roku, a w kolejnym roku planowane jest uruchomienie na jej trasie autobusów elektrycznych.

## Tabor
Do obsługi linii wykorzystywano osiem trolejbusów wyprodukowanych przez zakłady Ōsaka Sharyō Kōgyō w 1996. Trolejbusy były oznaczone nr od 8001 do 8008.

## Galeria

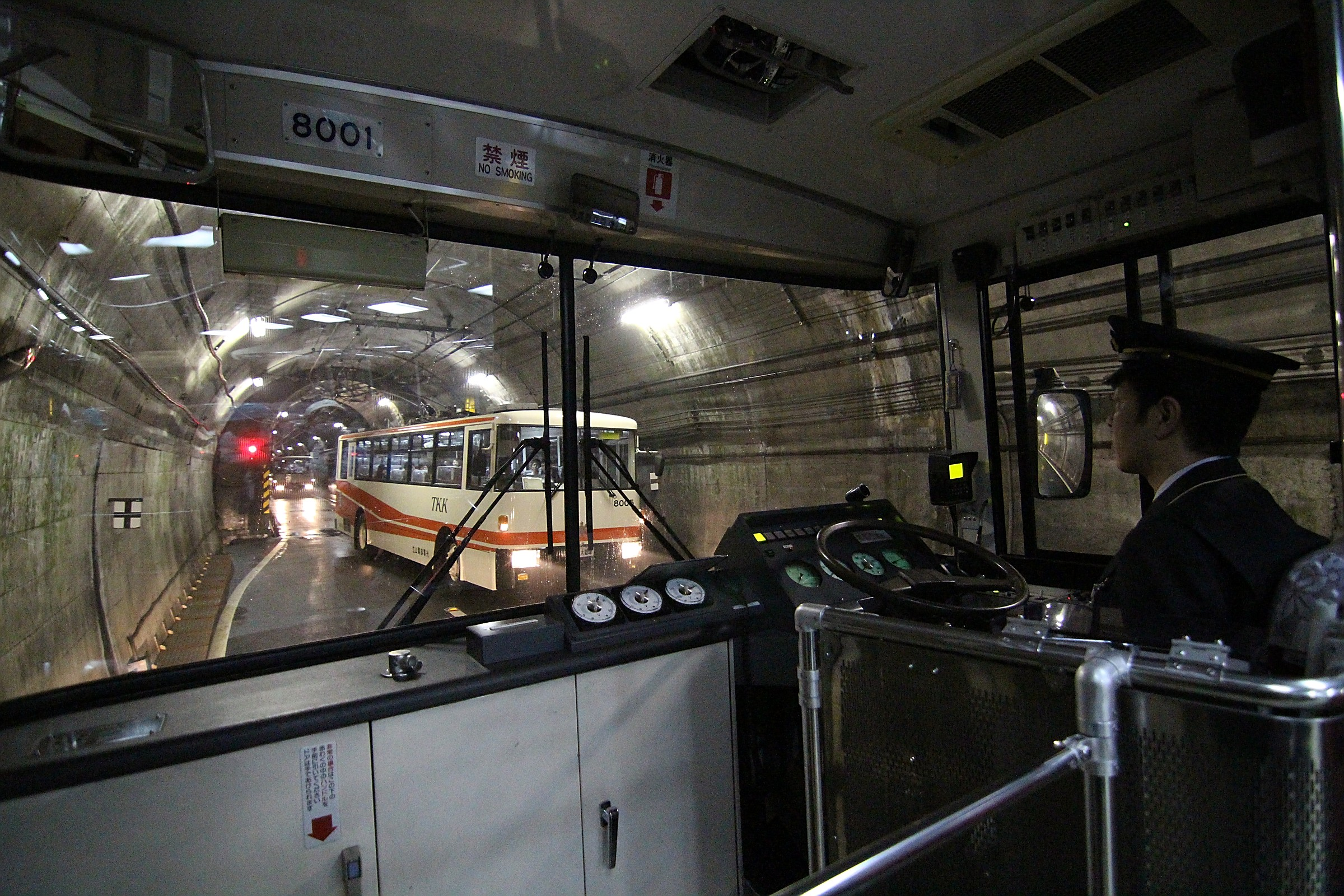
Trolejbusy mijające się w tunelu (2014)
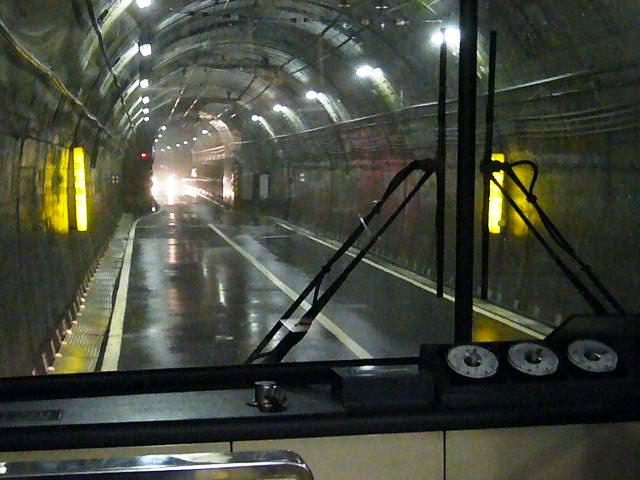
Wnętrze tunelu
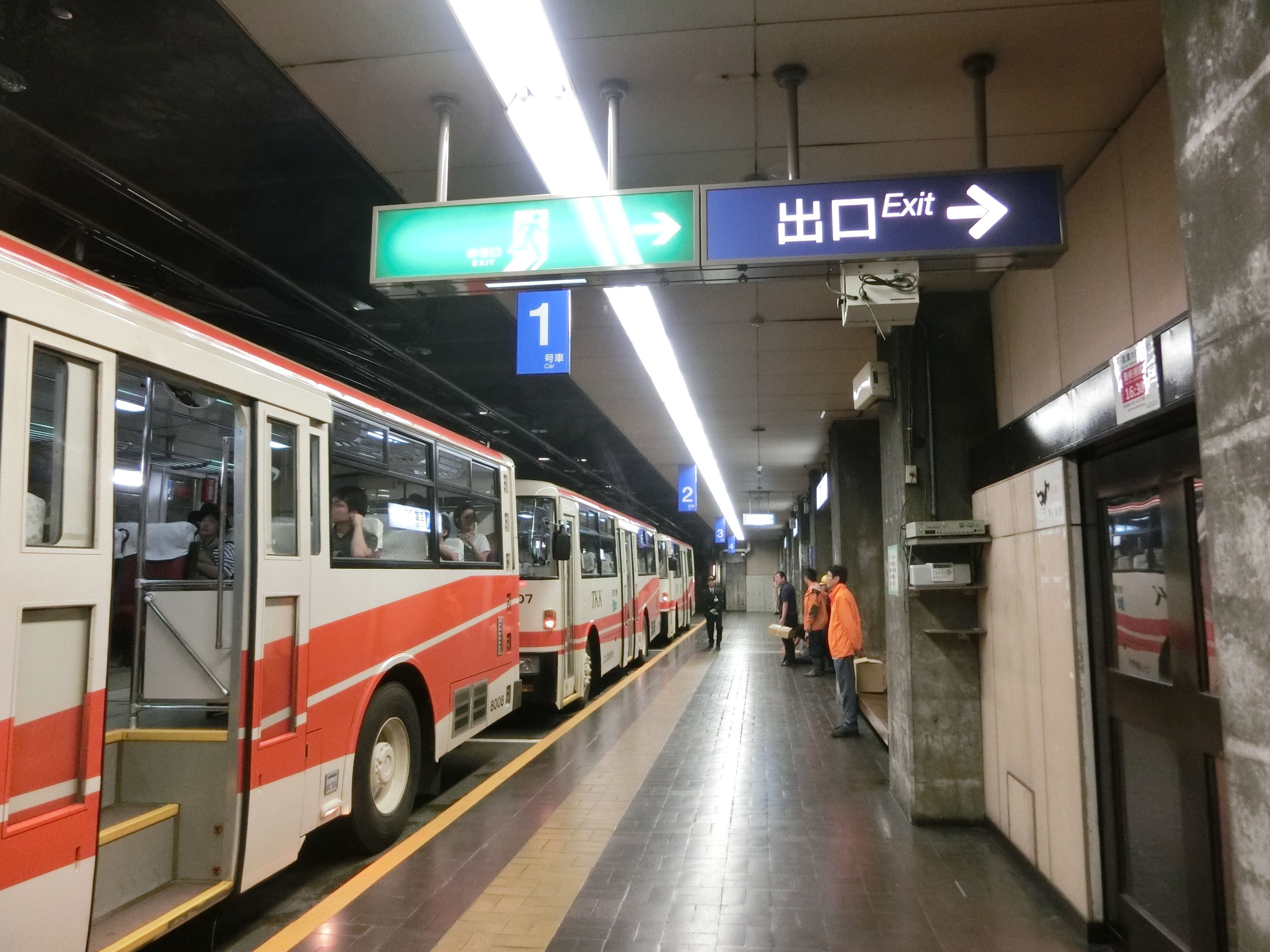
Stacja Murodō
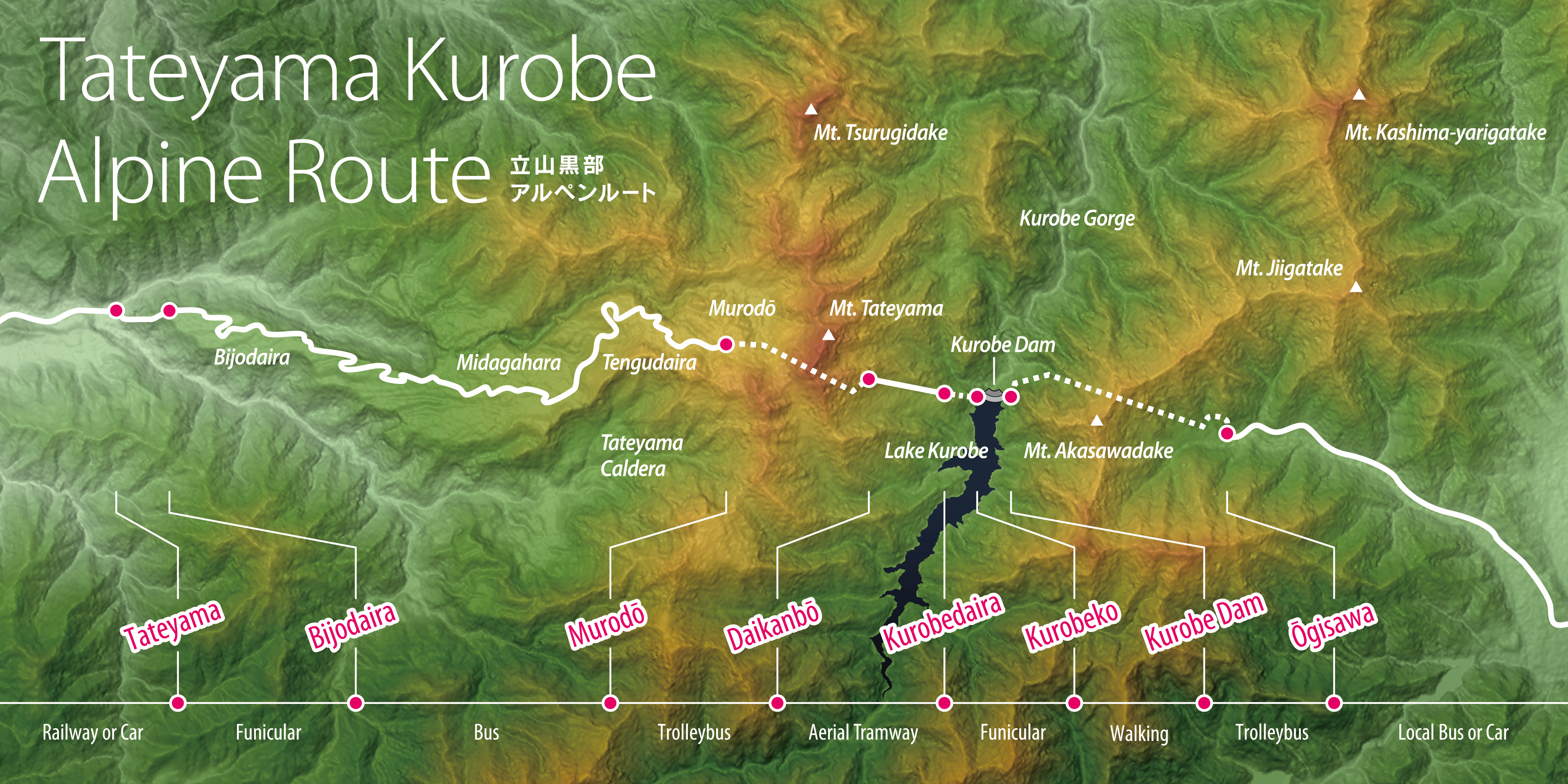
Mapka szlaku[3][a]